# استوارت دیویس
استوارت دیویس (به انگلیسی: Stuart Davis) نقاش انتزاعی آمریکایی است.

## زندگی‌نامه
وی در سال ۱۸۹۲ در فیلادلفیا به دنیا آمد و در سال ۱۹۶۴ در گذشت. پدرش یک روزنامه‌نگار توریست بود و دوست صمیمی بعضی از نقاشان گروه هشت به خصوص اسلوان. شین و هنری بود. دیویس بعد از یک سال در سال ۱۹۰۹ دبیرستان را ترک گفت تا در نیویورک در کلاس‌های هنری شرکت کند. وی تحت تأثیر تولوز لوترک و سیاست مردم‌باوری مدرسه سعی کرد که در کارهای خود از سالن‌ها و تالارهای رقص نیویورک الهام بگیرد. وی پس از شرکت در چند نمایشگاه برای نشریهٔ چپ‌گرای The Masses تصاویر طنز گونه‌ای کشید. اما نمایشگاه ارموری در سال ۱۹۱۳ که وی از ان به عنوان بزرگترین تأثیری که در کارم تجربه کردم یاد می‌کند. چشمانش را به افق‌هایی وسیع تر از محدودهٔ رئالیسم اجتماعی باز کرد. تقریباً بعد از سال ۱۹۱۵ وی که عمیقاً به مناظر ساحل انگلستان به خصوص گلاستر علاقه‌مند شده بود. مناظر و دریاهایی را با سبک اکسپرسیونیستی نزدیک به کار ون‌گوگ خلق کرد. بعدها نیز به سبکی طنز گونه که شدیداً تحت تأثیر لژه بود آثاری آفرید. تأثیر و بازتاب آثار دیویس بر مدرنیسم طی سال‌های ۱۹۲۸–۱۹۲۷ در آثار معروفی چون مجموعه کارهای آبسترهٔ تخم‌مرغ‌هم‌زن به اوج خود رسید. در این زمان او به کارگاه خود پناه برد و به مدت یک سال یک تخم‌مرغ‌هم‌زن، یک پنکه برقی، دستکش لاستیکی و یک میز موضوع کار او را تشکیل دادند. او می‌نویسد: به نقطه‌ای رسیده بودم که بفهمم چه چیزی در یک موضوع مهم است یا چه چیزی باعث واکنش نسبت به ان می‌شود تا بتوان آن را در قالب طرح‌های هندسی و در ارتباط مستقیم با بوم به عنوان یک سطح تخت چیده شده توصیف و ارائه کرد. حس می‌کردم که یک موضوع از طریق آگاهی از چنین طرح‌هایی و ارتباطات فضایی آن‌ها واقعیت حسی خود را دارد. نتیجهٔ کار حذف تعدادی از واقعیت‌های بصری بود که قبلاً من خود به آن‌ها توجه می‌کردم. در چنین روش حذف کردنی هیچ‌گاه موضوع به خاطر چند حالت ایده‌آل رد نمی‌شود. این نگرش به عنوان وسیله‌ای برای یکی دانستن ابزار حسی است که شخص از طریق موضوع‌های مختلفی به آن می‌پردازد. در سال ۱۹۲۸ دیویس به پاریس سفر کرد و بیش از یک سال در آنجا اقامت داشت. آثار او در پاریس بیانگر ابزار و اشیاء روزمره بودند. کیوسک‌ها و میزهای کافه‌ها. در ترکیب بندی‌های انتزایی او علائمی از حروف نشان داده می‌شود. اما برخلاف این خصائص هدف او مانند نقاشی‌های تخم‌مرغ‌هم‌زن همچنان شان دادن ضرورت قطعی یک موضوع با ابزار انتزایی است. پس از بازگشت دیویس به آمریکا این اشیاء همچنان در آثار او به چشم می‌خورند. اما پس از مدتی که به صورت ترکیب بندی‌های پیچیده‌ای مانند منظره متحرک ۱۹۳۸ درآمدند. دیگر رنگ‌های درخشان مناظر و اشکال بر گرفته از زندگی شهری این علائم را با صراحت مطرح نمی‌کردند. بلکهاین آثار نوعی فضای پویا همانند حسی که در صحنه‌های درخشان طبیعت دیده می‌شود القاء می‌کنند. امروزه دیویس به عنوان یکی از سردمداران هنر انتزاعی شناخته می‌شود.

## نگارخانه

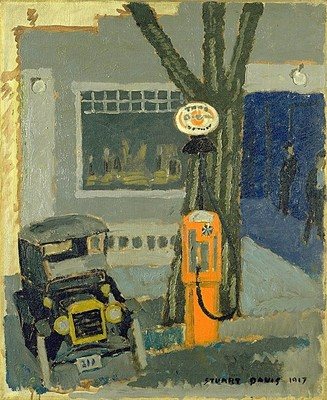
Garage No. 1, 1917, موزه و بوستان مجسمه هرش‌هورن، واشینگتن، دی.سی.
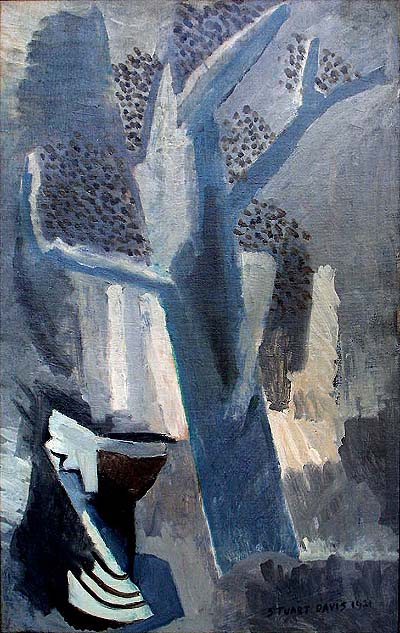
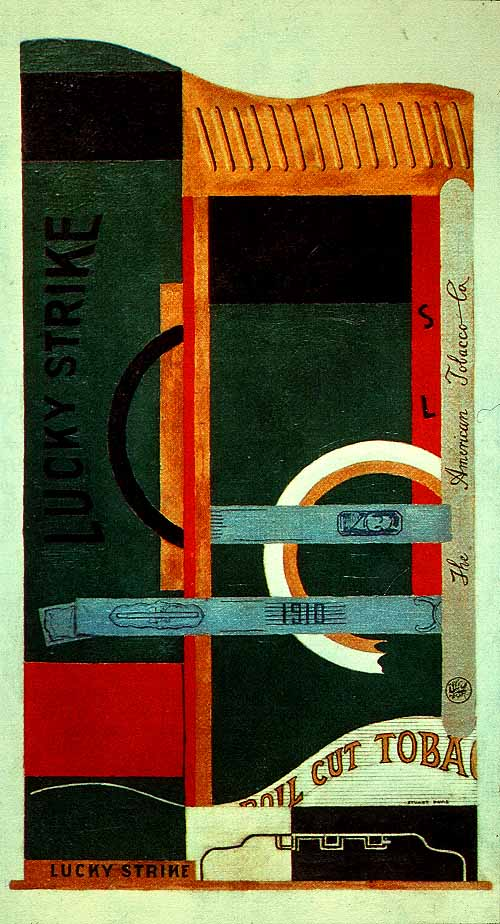
Lucky Strike, 1921, موزه هنر مدرن، [[نیویورک (شهر)|]]
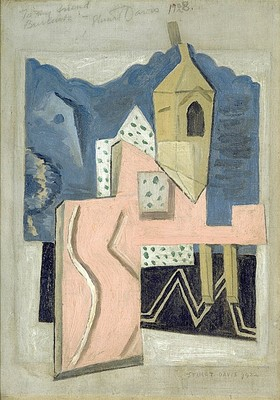
Steeple and Street, 1922, موزه و بوستان مجسمه هرش‌هورن، واشینگتن، دی.سی.